# 瓜達蘭克河

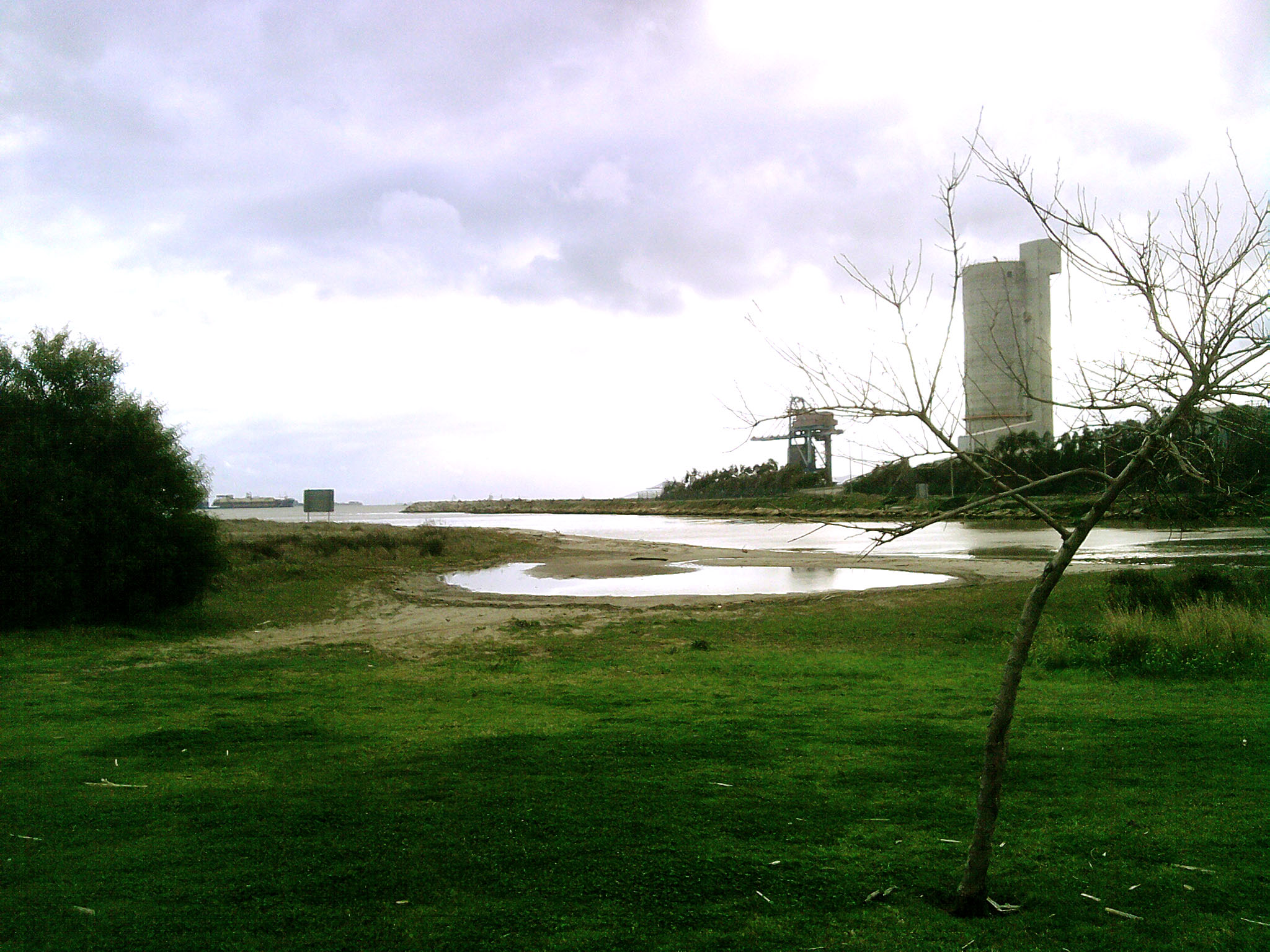
瓜達蘭克河

瓜達蘭克河（西班牙語：Río Guadarranque）是西班牙的河流，位於該國南部安達魯西亞的加的斯省，處於地中海盆地，河道全長43公里，流域面積765平方公里，最終注入直布羅陀灣。